# Brug 1345
Brug 1345 is een bouwkundig kunstwerk in Amsterdam-Zuidoost.
De vaste brug maakt deel uit van een vijftal bruggen, die ontworpen werd tijdens de inrichting van de buurt Reigersbos II in Gaasperdam. De bruggen 1345 tot en met 1349 werden ontworpen door de architect Dirk Sterenberg. Deze bruggen werden door hem in 1980 ontworpen, toen hij werkte als zelfstandig bij de Branchevereniging Nederlandse Architectenbureaus inschreven architect in Hoorn, nadat hij afscheid had genomen van de Dienst der Publieke Werken in Amsterdam. Op gegeven moment (rond 2008) lagen er 173 bruggen van Sterenberg in Amsterdam.
Sterenberg moest het bij het ontwerp doen met een ontwerpplattegrond van de wijk, er stond nog geen woning. Er werd hier een brug gevraagd die, in verband met gescheiden snel en langzaam verkeer, alleen geschikt hoefde te zijn voor voetgangers. De brug ligt aan de rand van het winkelcentrum Reigersbos. De brug is slechts 2,50 meter breed en ligt over het (kunstmatig aangelegde) verlengde van de Snellerwaardgracht. De vijf bruggen werden in de periode 1981/1982 op een betonnen paalfundering gebouwd en bestaan op de metalen leuningen en bewapening van het beton na geheel uit beton.
Sterenberg ontwierp bij een aantal van zijn bruggen soms ook wel plastieken en deze zijn hier terug te vinden in de eindbalusters, die de vorm lijken te hebben van een hefpoort behorende bij hefbruggen, maar de brug 1345 is een vaste brug.

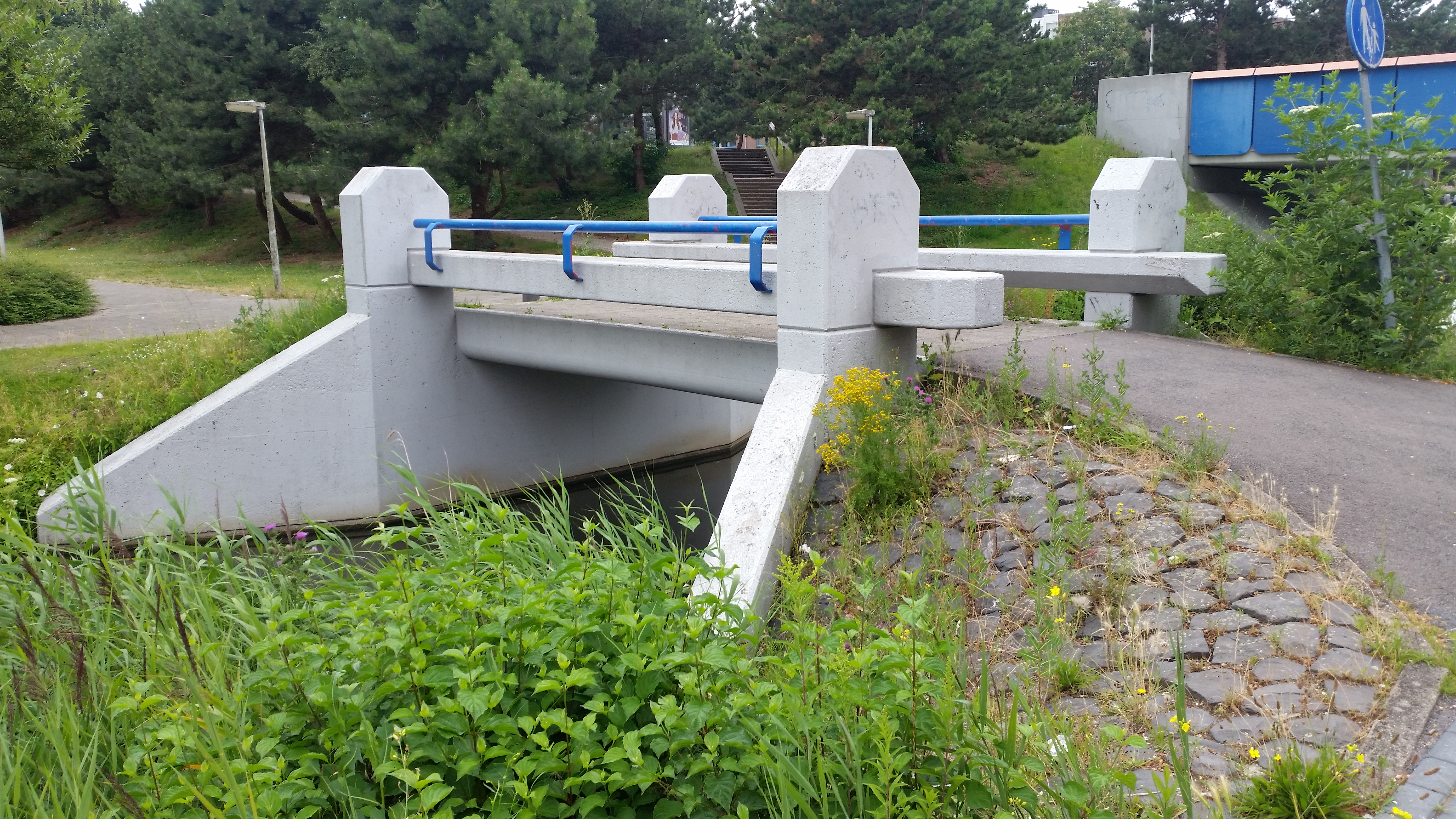
Zijaanzicht van brug 1345 (juli 2019)

<<< · 1301 · 1302 · 1303 · 1304 · 1305 · 1306 · 1307 · 1308 · 1309 · 1311 · 1312 · 1313 · 1314 · 1315 · 1316 · 1317 · 1319 · 1320 · 1321 · 1322 · 1323 · 1324 · 1325 · 1326 · 1327 · 1328 · 1329 · 1330 · 1331 · 1332 · 1333 · 1334 · 1335 · 1336 · 1337 · 1338 · 1339 · 1340 · 1342 · 1343 · 1344 · 1345 · 1346 · 1347 · 1348 · 1349 · 1350 · 1351 · 1352 · 1353 · 1354 · 1355 · 1356 · 1357 · 1358 · 1359 · 1360 · 1361 · 1362 · 1363 · 1364 · 1365 · 1366 · 1367 · 1368 · 1373 · 1375 · 1376 · 1377 · 1378 · 1379 · 1380 · 1381 · 1382 · 1383 · 1384 · 1385 · 1386 · 1387 · 1388 · 1389 · 1390 · 1391 · 1392 · 1396 · 1397 · 1398 · 1399 · >>>
Brugnummers 1300, 1318, 1341, 1369-1372, 1374, 1393, 1394, 1395 zijn niet vergeven. 1310 is gesloopt; brug 1318 is nooit gebouwd in verband met niet aanleggen Veenendaaldreef.